# Червонокостянтинівська сільська рада
| Червонокостянтинівська сільська рада — колишній орган місцевого самоврядування у Петрівському районі Кіровоградської області з адміністративним центром у селі Червонокостянтинівка. Населення — 1300 осіб. Сільраді були підпорядковані населені пункти: - c. Червонокостянтинівка; - с. Баштине; - с. Краснопілля; - с. Лелеківка; - с. Новопетрівка. - с. Луганка |

## Склад ради
Рада складається з 16 депутатів та голови.

### Керівний склад ради
| ПІБ                            | Основні відомості                                                                       | Дата обрання | Дата звільнення |
| ------------------------------ | --------------------------------------------------------------------------------------- | ------------ | --------------- |
| Лавріненко Сергій Анатолійович | Сільський голова, 1958 року народження, освіта, член народної партії                    | 26.03.2006   | 31.10.2010      |
| Осипов Олексій Миколайович     | Сільський голова, 1972 року народження, освіта вища, член Партії регіонів               | 31.10.2010   | 15.03.2013      |
| Кисилиця Тетяна Володимирівна  | Сільський голова, 1974 року народження, освіта середня спеціальна, член Партії регіонів | 15.12.2013   |                 |

Примітка: таблиця складена за даними джерела

## Населення
Згідно з переписом УРСР 1989 року чисельність наявного населення сільської ради становила 1381 особа, з яких 651 чоловік та 730 жінок.
За переписом населення України 2001 року в сільській раді мешкало 1299 осіб.

### Мова
Розподіл населення за рідною мовою за даними перепису 2001 року:
| Мова       | Відсоток |
| ---------- | -------- |
| українська | 96,77 %  |
| російська  | 2,46 %   |
| молдовська | 0,38 %   |
| білоруська | 0,31 %   |
| угорська   | 0,08 %   |